# Negombo

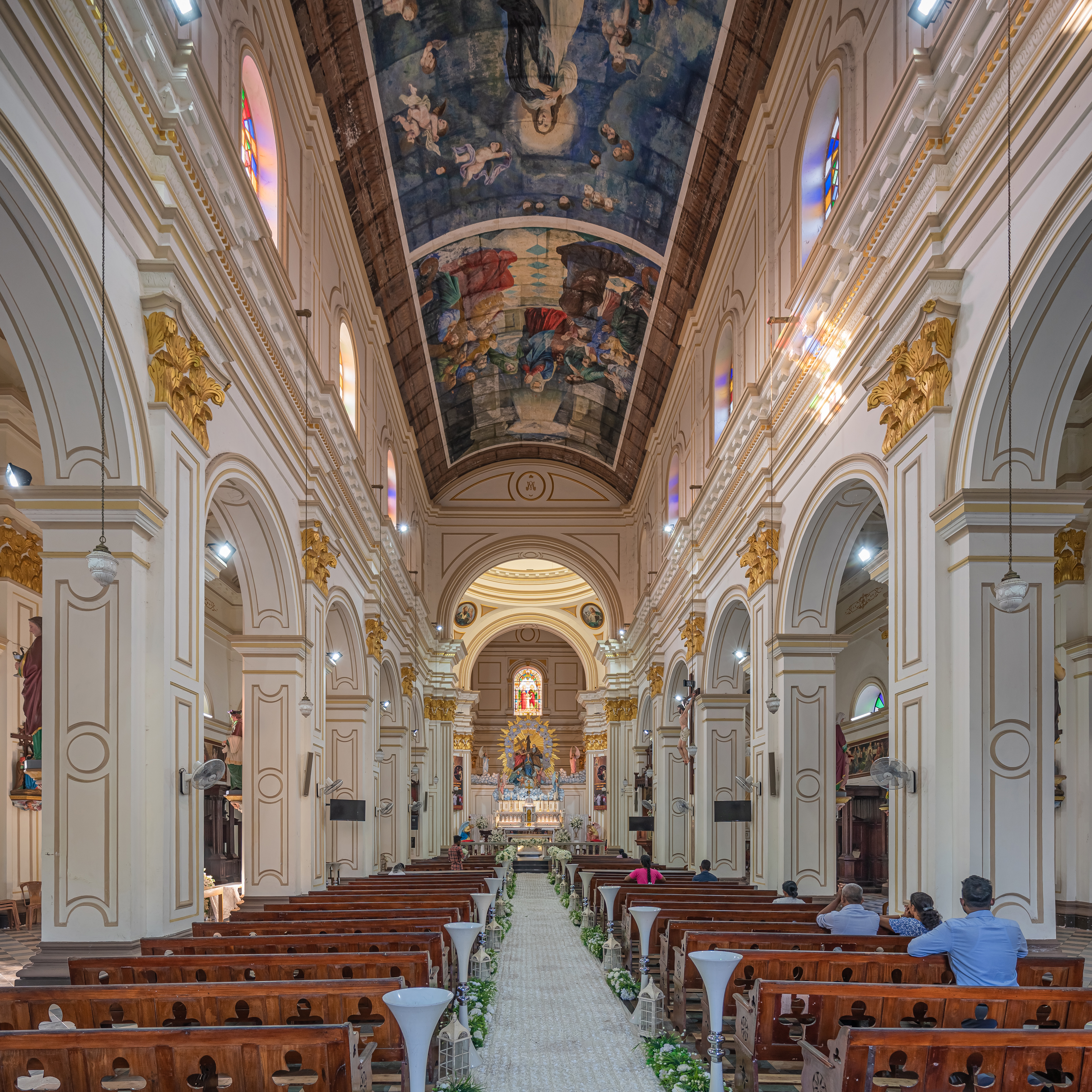
Langhaus, Vierung und Apsis der St Mary’s Church

Negombo (singhalesisch මීගමුව) ist eine Großstadt mit ca. 142.000 Einwohnern an der Westküste der Tropeninsel Sri Lanka.

## Lage und Klima
Die Stadt Negombo befindet sich in Sri Lankas Westprovinz an der Straßen- und Eisenbahnverbindung von Colombo entlang der Küste in Richtung Norden. Das Klima ist meist schwülwarm; Regen (ca. 700–1000 mm/Jahr) fällt überwiegend in den Monsunmonaten Oktober bis Dezember.

## Bevölkerung
Ungefähr 75 % der Stadtbewohner sind singhalesischer Abstammung, ca. 15 % gehören zur Gruppe der Moors und knapp 9 % sind Tamilen. Knapp 70 % sind Christen, etwa 15 % sind Muslime, ca. 11 % sind Buddhisten und ungefähr 6 % sind Hindus.

## Wirtschaft
Negombo ist einer der wichtigsten Fischereihäfen an der Westküste. Zwar spielt die Fischerei, die zum Teil noch traditionell mit Auslegerkanus (Oruwas) verrichtet wird, nach wie vor eine bedeutende Rolle; nördlich des alten Stadtgebietes hat sich allerdings eine weitläufige Agglomeration mit Hotels, Restaurants und anderen Einrichtungen der Tourismuswirtschaft entwickelt.
Für den frühen Aufschwung des Tourismus war vor allem die Nähe zum Flughafen Bandaranaike in Katunayake (ca. 10 km südlich) ausschlaggebend. Bis Ende 2004 überrundeten die Städte an der Südwest- und Südküste Sri Lankas Negombo in seiner touristischen Bedeutung allerdings bei weitem.

## Geschichte
Negombo gehörte nach der Einnahme Colombos durch Portugal (1505) zu den ersten von den Kolonisatoren übernommenen Gebieten. Die Versuche der Christianisierung konnten auch deshalb hier besonders erfolgreich sein. Bis heute ist ein überwiegender Teil der Bevölkerung Negombos katholisch. Weniger Spuren hinterließen die Eroberung durch die Niederlande (1644) und Großbritannien (1796). Erhalten geblieben sind lediglich ein niederländisches Fort und ein von den Holländern gebauter ca. 120 km langer Kanal von Colombo über Negombo nach Puttalam. Er diente vor allem zum Transport von Zimt, dem damals wichtigsten Exportgut der Kolonie. Anders als andere Orte an der Küste Sri Lankas war Negombo von dem Tsunami infolge des Seebebens vor Sumatra am 26. Dezember 2004 kaum betroffen. Es gab keine Todesopfer zu beklagen, allerdings wurden unmittelbar am Strand errichtete Fischerhütten und Hotelanlagen beschädigt. 

## Persönlichkeiten
- Arachchige Don Wimal Siri Appuhamy Jayasuriya (* 1969), römisch-katholischer Geistlicher, Bischof von Chilaw
- Dasun Shanaka (* 1991), Cricketspieler
- Yupun Abeykoon (* 1994), Sprinter
- Ama Kanchana (* 1994), Cricketspielerin